# 서비스 팩

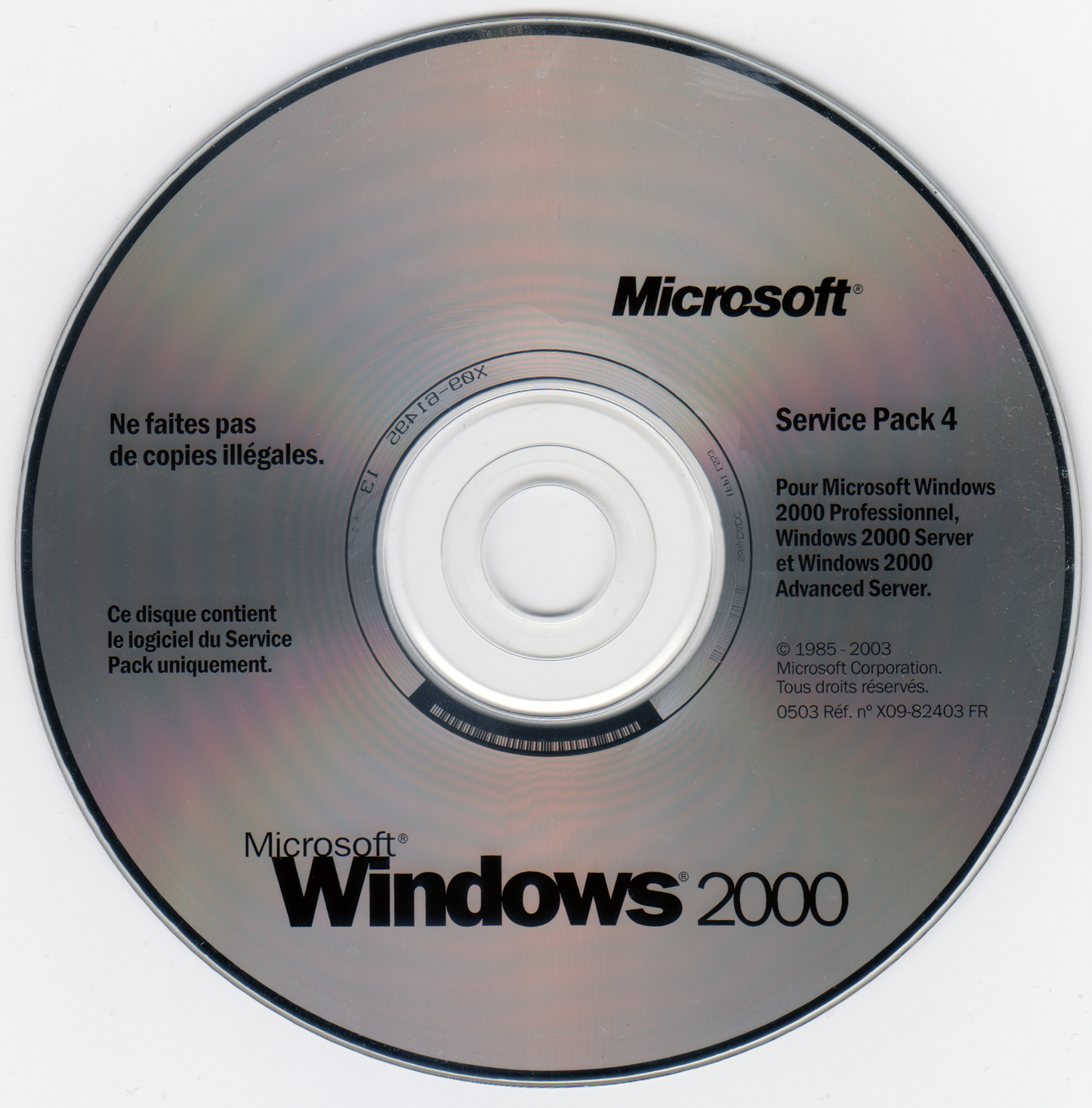
윈도우 2000 SP4 설치 디스크

서비스 팩(Service pack, SP)은 단일 설치본 형식의 소프트웨어 프로그램에 대한 업데이트, 수정 사항, 개선 사항의 모임이다. 마이크로소프트, 오토데스크와 같은 많은 회사들이 개별 패치의 수에 어느 정도 제한이 있다고 판단될 때 보통 서비스 팩을 공개한다. 서비스 팩을 설치하는 것은 쉽고 수많은 패치를 개별적으로 설치하는 것보다 오류가 일어날 가능성이 더 낮다.

## 용어
서비스 팩은 보통 SP1, SP2와 같이 짧게 줄여서 숫자가 붙는다. 이를테면 윈도우 XP의 서비스팩 2도 마찬가지이다. 대한민국의 인터넷 문화에서는 "서팩"으로 줄여 말하기도 한다.

## 같이 보기
- 핫픽스
- 소프트웨어 업데이트
- 윈도우 업데이트